# Хуан Барбас
Хуан Альберто Барбас (ісп. Juan Alberto Barbas, нар. 23 серпня 1959, Сан-Мартін, Великий Буенос-Айрес, Аргентина) — аргентинський футболіст, який грав на позиції півзахисника.

## Клубна кар'єра
Хуан Барбас народився 23 серпня 1959 року в Сан-Мартіні, передмісті великого Буенос-Айреса. Футбольну кар'єру розпочав 1977 році в «Расінгу» з Авельянеди, промислового передмістя столиці Аргентини Буенос-Айреса. У команді за шість років зіграв 132 матчі в Прімера Дивізіоні, в яких відзначився 14-ма голами. У 1982 році переїхав до Іспанії та приєднався до «Реал Сарагоси». У своєму дебютному сезоні в новій команді «Сарагоса» досягла найкращого результату клубу в іспанському чемпіонаті, посіла 6-е місце в Ла-Лізі. В іспанському чемпіонаті зіграв 91 матч, в яких відзначився 19-а голами. Завдяки результативності біля воріт команд-суперниць отримав титул найкращого легіонера в Іспанії (1983, 1984). У 1985 році залишив Іспанію та перебрався в південноіталійський клуб «Лечче». Відзначився декількома пам'ятними голами: 20 квітня 1986 року обвідним ударом у переможному (3:2) поєдинку проти «Роми» (матч не мав турнірного значення, «Лечче» достроково вилетів у Серію B), через що римляни не змаогли обійти в турнірній таблиці «Ювентус»; 25 червня 1989 року відзначився голом в переможному (3:1) поєдинку проти «Торіно», через що туринський клуб також вилетів у Серію B. У «Лечче» виступав протягом п'яти років займав місця в нижній частині турнірної таблиці Серії A. Після приходу Збігнева Бонека, який не розраховував на аргентинця, перейшов у швейцарський «Локарно». По ходу сезону 1990/91 років підсилив «Сьйон», якому допоміг виграти Національну лігу А, випередивши на три очка цюрихський «Грассгоппер». По завершенні сезону повернувся до «Локарно», який щойно повернувся до Національної ліги. Але допомогти залишитися в еліті швейцарського футболу «Локарно» не вдалося, після чого повернувся на батьківщину, де виступав за «Уракан», «Альварадо» та «Олл Бойз». Футбольну кар'єру завершив 1997 року у віці 38 років. У 2009 році замінив на посаді головного тренера «Расінга» Рікардо Карузо Ломбарді. Проте вже наступного року звільнений з займаної посади, новим головним тренером «Расінга» став Мігель Анхель Руссо.

## Кар'єра в збірній
У фінальному матчі юнацького чемпіонату світу 1979 року на Олімпійському стадіоні в Токіо в присутності 52 000 глядачів допоміг обіграти (3:1) збірну Радянського Союзу, завдяки яому аргентинці вперше в історії виграли молодіжний мундіаль. У складі збірної Аргентини на цьому турнірі грали такі майбутні зірки світового футболу як Дієго Марадона, Габрієль Кальдерон та Рамон Діас.
У футболці національної збірної Бразилії дебютував у матчі проти Бразилії, в складі якої грав Зіку. Учасник чемпіонату світу 1982 року в Іспанії, де аргентинці намагалися захистити чемпіонство, але вибули вже в другому раунді. У матчі попереднього раунду проти Угорщини (4:1) головний тренер збірної Аргентини Сесар Луїс Менотті змінив його на 51-й хвилині на Альберто Тарантіні, а в матчі заключного туру проти Бразилії (1:3) був одним із гравців стартового складу. З 1979 по 1985 рік зіграв 30 матчів у національній команді.

## Стиль гри
Півзахисник атакувального плану, будучи налаштованим на гол, головними чеснотами футболіста були його чудове бачення футбольного поля та чудові атакувальні здібності на підступах до штрафного майданчика; також прекрасно виконував штрафні удари.

## Статистика виступів

### Клубна
| Сезон                      | Команда                    | Чемпіонат                  | Чемпіонат | Чемпіонат | Нац. кубок | Нац. кубок | Нац. кубок | Континент. кубок | Континент. кубок | Континент. кубок | Інші кубки | Інші кубки | Інші кубки | Загалом | Загалом |
| Сезон                      | Команда                    | Див.                       | Матчі     | Голи      | Див.       | Матчі      | Голи       | Див.             | Матчі            | Голи             | Див.       | Матчі      | Голи       | Матчі   | Голи    |
| -------------------------- | -------------------------- | -------------------------- | --------- | --------- | ---------- | ---------- | ---------- | ---------------- | ---------------- | ---------------- | ---------- | ---------- | ---------- | ------- | ------- |
| 1976-1977                  | «Расінг»                   | ПД                         | 9         | 1         |            | -          | -          |                  | -                | -                |            | -          | -          | 9       | 1       |
| 1977-1978                  | «Расінг»                   | ПД                         | 16        | 0         |            | -          | -          |                  | -                | -                |            | -          | -          | 16      | 0       |
| 1978-1979                  | «Расінг»                   | ПД                         | 32        | 5         |            | -          | -          |                  | -                | -                |            | -          | -          | 32      | 5       |
| 1979-1980                  | «Расінг»                   | ПД                         | 35        | 3         |            | -          | -          |                  | -                | -                |            | -          | -          | 35      | 3       |
| 1980-1981                  | «Расінг»                   | ПД                         | 40        | 5         |            | -          | -          |                  | -                | -                |            | -          | -          | 40      | 5       |
| 1981-1982                  | «Расінг»                   | ПД                         | 0         | 0         |            | -          | -          |                  | -                | -                |            | -          | -          | 0       | 0       |
| Загалом за «Расінг»        | Загалом за «Расінг»        | Загалом за «Расінг»        | 132       | 14        |            |            |            |                  |                  |                  |            |            |            | 132     | 14      |
| 1982-1983                  | «Реал Сарагоса»            | ПД                         | 32        | 7         |            | -          | -          |                  | -                | -                |            | -          | -          | 32      | 7       |
| 1983-1984                  | «Реал Сарагоса»            | ПД                         | 30        | 7         |            | -          | -          |                  | -                | -                |            | -          | -          | 30      | 7       |
| 1984-1985                  | «Реал Сарагоса»            | ПД                         | 29        | 5         |            | -          | -          |                  | -                | -                |            | -          | -          | 29      | 5       |
| Загалом за «Реал Сарагосу» | Загалом за «Реал Сарагосу» | Загалом за «Реал Сарагосу» | 91        | 19        |            |            |            |                  |                  |                  |            |            |            | 91      | 19      |
| 1985-1986                  | «Лечче»                    | A                          | 24        | 4         | КІ         | 5          | 0          |                  | -                | -                |            | -          | -          | 29      | 4       |
| 1986-1987                  | «Лечче»                    | B                          | 36        | 9         | КІ         | ?          | ?          |                  | -                | -                |            | -          | -          | 36      | 9       |
| 1987-1988                  | «Лечче»                    | B                          | 30        | 7         | КІ         | ?          | ?          |                  | -                | -                |            | -          | -          | 30      | 7       |
| 1988-1989                  | «Лечче»                    | A                          | 33        | 3         | КІ         | 8          | 0          |                  | -                | -                |            | -          | -          | 41      | 3       |
| 1989-1990                  | «Лечче»                    | A                          | 26        | 4         | КІ         | ?          | ?          |                  | -                | -                |            | -          | -          | 26      | 4       |
| Загалом за «Лечче»         | Загалом за «Лечче»         | Загалом за «Лечче»         | 149       | 27        |            | 13         | 0          |                  |                  |                  |            |            |            | 162     | 27      |
| 1990-1991                  | «Локарно»                  | ЛНБ                        | ?         | ?         |            | -          | -          |                  | -                | -                |            | -          | -          | ?       | ?       |
| 1991-1992                  | «Сьйон»                    | ЛНА                        | 11        | 0         |            | -          | -          |                  | -                | -                |            | -          | -          | 11      | 0       |
| 1992-1993                  | «Локарно»                  | ЛНБ                        | ?         | ?         |            | -          | -          |                  | -                | -                |            | -          | -          | ?       | ?       |
| Загалом за «Локарно»       | Загалом за «Локарно»       | Загалом за «Локарно»       | ?         | ?         |            |            |            |                  |                  |                  |            |            |            | ?       | ?       |
| 1993-1994                  | «Уракан»                   | ПД                         | 9         | 0         |            | -          | -          |                  | -                | -                |            | -          | -          | ?       | ?       |
| Усього                     | Усього                     | Усього                     | 383       | 60        |            | 13         | 0          |                  |                  |                  |            |            |            | 396     | 60      |

### У збірній
| Дата       | Місто          | Господарі | Результат          | Гості          | Турнір                       | Голи | Примітки         |
| ---------- | -------------- | --------- | ------------------ | -------------- | ---------------------------- | ---- | ---------------- |
| 25-4-1979  | Буенос-Айрес   | Аргентина | 2 – 1              | Болгарія       | товариський матч             | -    | Замінений        |
| 22-5-1979  | Берн           | Аргентина | 0 – 0 (8 – 7 п.п.) | Нідерланди     | 75-річчя ФІФА                | -    | 61'              |
| 26-5-1979  | Рим            | Італія    | 2 – 2              | Аргентина      | товариський матч             | -    | 68'              |
| 29-5-1979  | Дублін         | Ірландія  | 0 – 0              | Аргентина      | товариський матч             | -    |                  |
| 2-6-1979   | Глазго         | Шотландія | 1 – 3              | Аргентина      | товариський матч             | -    |                  |
| 2-8-1979   | Ріо-де-Жанейро | Бразилія  | 2 – 1              | Аргентина      | Копа Америка 1979 - 1-й етап | -    |                  |
| 8-8-1979   | Буенос-Айрес   | Аргентина | 3 – 0              | Болівія        | Копа Америка 1979 - 1-й етап | -    | Вийшов на заміну |
| 30-4-1980  | Буенос-Айрес   | Аргентина | 1 – 0              | Ірландія       | товариський матч             | -    | Замінений        |
| 13-5-1980  | Лондон         | Англія    | 3 – 1              | Аргентина      | товариський матч             | -    | 53'              |
| 16-5-1980  | Дублін         | Ірландія  | 0 – 1              | Аргентина      | товариський матч             | -    |                  |
| 21-5-1980  | Відень         | Австрія   | 1 – 5              | Аргентина      | товариський матч             | -    |                  |
| 9-10-1980  | Буенос-Айрес   | Аргентина | 2 – 0              | Болгарія       | товариський матч             | -    |                  |
| 12-10-1980 | Буенос-Айрес   | Аргентина | 2 – 1              | Польща         | товариський матч             | -    |                  |
| 15-10-1980 | Буенос-Айрес   | Аргентина | 1 – 0              | Чехословаччина | товариський матч             | -    |                  |
| 4-12-1980  | Мар-дель-Плата | Аргентина | 1 – 1              | СРСР           | товариський матч             | -    |                  |
| 16-12-1980 | Кордова        | Аргентина | 5 – 0              | Швейцарія      | товариський матч             | -    |                  |
| 4-1-1981   | Монтевідео     | Аргентина | 1 – 1              | Бразилія       | Кубок КОНКАКАФ               | -    | 85'              |
| 28-10-1981 | Буенос-Айрес   | Аргентина | 1 – 2              | Польща         | товариський матч             | -    |                  |
| 11-11-1981 | Буенос-Айрес   | Аргентина | 1 – 1              | Чехословаччина | товариський матч             | -    |                  |
| 9-3-1982   | Мар-дель-Плата | Аргентина | 0 – 0              | Чехословаччина | товариський матч             | -    |                  |
| 24-3-1982  | Буенос-Айрес   | Аргентина | 1 – 1              | ФРН            | товариський матч             | -    |                  |
| 12-5-1982  | Росаріо        | Аргентина | 1 – 0              | Румунія        | товариський матч             | -    | 46'              |
| 18-6-1982  | Аліканте       | Аргентина | 4 – 1              | Угорщина       | ЧС 1982 - 1-й етап           | -    | 51'              |
| 2-7-1982   | Барселона      | Аргентина | 1 – 3              | Бразилія       | ЧС 1982 - 2-й етап           | -    |                  |
| 28-4-1985  | Асунсьйон      | Парагвай  | 1 – 0              | Аргентина      | товариський матч             | -    |                  |
| 5-5-1985   | Салвадор       | Бразилія  | 2 – 1              | Аргентина      | товариський матч             | -    |                  |
| 9-5-1985   | Буенос-Айрес   | Аргентина | 1 – 1              | Парагвай       | товариський матч             | -    | Замінений        |
| 2-6-1985   | Богота         | Колумбія  | 1 – 3              | Аргентина      | Відбір до ЧС 1986            | -    | Вийшов на заміну |
| 16-6-1985  | Буенос-Айрес   | Аргентина | 1 – 0              | Колумбія       | Відбір до ЧС 1986            | -    | Вийшов на заміну |
| 23-6-1985  | Ліма           | Перу      | 1 – 0              | Аргентина      | Відбір до ЧС 1986            | -    |                  |
| 30-6-1985  | Буенос-Айрес   | Аргентина | 2 – 2              | Перу           | Відбір до ЧС 1986            | -    | Замінений        |
| 14-11-1985 | Лос-Анджелес   | Мексика   | 1 – 1              | Аргентина      | товариський матч             | -    |                  |
| 17-11-1985 | Пуебла         | Мексика   | 1 – 1              | Аргентина      | товариський матч             | -    | Вийшов на заміну |
| Усього     |                | Матчів    | 33                 |                | Голів                        | 0    |                  |

## Досягнення

### Як гравця

#### Клубні
Сьйон
- Суперліга Швейцарії
  -  Чемпіон (1): 1991/92

#### Збірна
- Молодіжний чемпіонат світу
  -  Чемпіон (1): 1979